# Rumex palustris
Rumex palustris és una espècie de la família de les Polygonaceae. Aquesta planta és un teròfit i un hemicriptòfit. Se la coneix comunament com a paradella palustre.

## Descripció
Planta de port herbaci que ateny una altura de 50 a 100 centímetres. La tonalitat dels seus fruits madurs va des del marró fins al groc. Els seus sèpals són de 4 mil·límetres de llargada, estrets i amb forma de llengua, de color marró. Els seues dents són ovalats i obtusos i aproximadament el doble de llargs que d'amples. Els fruits estan agrupats en tiges rígides que s'alcen cap amunt. Floreix de juliol a setembre.

## Hàbitat
Està adaptada a llocs amb molta humitat o parcialment inundats, com els bancs de les rius. Té una distribució eurosiberiana.